# Vladislav Blahut
Vladislav Blahut (* 6. června 1977) je český automechanik a od května 2018 kurátor Slezské církve evangelické a. v.
Je aktivním činovníkem ve Slezské církvi evang. a. v., kde je kurátorem farního sboru ve Frýdku-Místku. Do úřadu kurátora celé církve byl zvolen roku 2018.
Je též členem dozorčí rady ústavu Šance podaná ruka, z.ú.
S manželkou Janou má dvě děti.